# Loi de Moseley

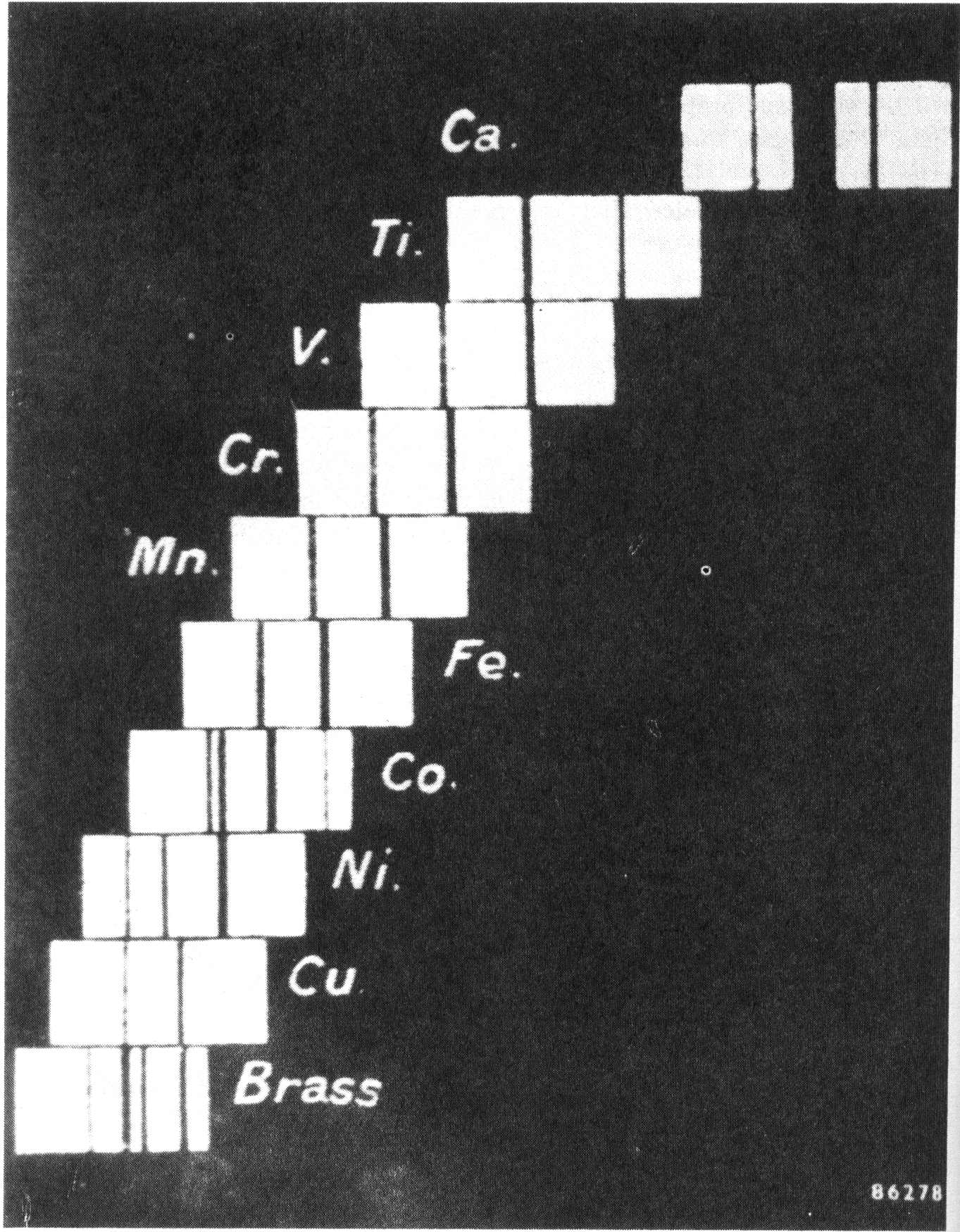
Enregistrement photographique des raies d'émission caractéristiques du calcium au zinc (Z allant de 20 à 30, sauf le scandium 21), par Moseley (1914) ; on voit la forme générale d'une parabole.

Courbe générale d'une loi en racine carrée.

La loi de Moseley est une loi empirique concernant le spectre électromagnétique caractéristique émis ou absorbé par les atomes. Elle relie la fréquence {\displaystyle \nu } (lettre grecque nu) d'une raie caractéristique au numéro atomique Z de l'atome :
{\displaystyle \nu =k_{1}\,(Z-k_{2})^{2}}
où {\displaystyle k_{1}} et {\displaystyle k_{2}} sont des constantes dépendant du type de raie. Leurs valeurs sont par exemple les mêmes pour toutes les raies Kα1 (en notation de Siegbahn).
Cette loi fut découverte par Henry Moseley en 1914 au laboratoire d'Ernest Rutherford.

## Applications
Cette loi a en particulier permis de répertorier tous les éléments chimiques du tableau périodique non encore découverts à l'époque, comme le prométhium (Z = 61), le technétium (Z = 43), deux éléments qui n'ont pas d'isotopes stables, ou encore le rhénium (Z = 75), rare et si dispersé qu'il est le dernier élément stable à être découvert, en 1925.